# 夢のかけら
「夢のかけら」（ゆめのかけら）は、エレファントカシマシの18枚目のシングル。1998年9月18日にポニーキャニオンよりリリース。規格品番はPCDA-01110。廃盤。

## 解説
- 前作より4ヶ月ぶりの8センチシングルとしてリリース。
- 今は、廃盤のためなかなか手に入らない。

## 収録曲
1. 夢のかけら (4:20)
ポーラフーズ「バランスアップ」CMソング。現在はアサヒフードアンドヘルスケアから発売。
2. ココロのままに (3:06)
朝日放送・テレビ朝日「熱闘甲子園」OPテーマソング
3. 夢のかけら（オリジナル・カラオケ） (4:20)

全作詞・作曲：宮本浩次　編曲：宮本浩次・佐久間正英